# Francisco Javier Montoya Gómez
Francisco Javier Montoya Gómez, més conegut com a Curro Montoya (Alacant, 13 de febrer de 1977) és un futbolista valencià, que ocupa la posició de migcampista.

## Trajectòria
Encara que comença a les categories inferiors de l'Hèrcules CF, la seua progressió fa que siga captat pel València CF. La temporada 99/00 la passa al València B, sense arribar a pujar al primer equip. A l'any següent marxa a Sòria per jugar amb el CD Numancia, que li fa debutar en primera divisió. Eixa temporada, l'alacantí hi disputaria sis partits, els únics de la seua carrera a la màxima categoria.
No continua al Numancia i passa una campanya al Real Jaén abans de fitxar per l'Elx CF. Al club il·licità és titular les dues temporades que hi milita, ambdues a Segona Divisió. Entre el 2004 i 2008 juga a la categoria d'argent amb el Ciudad de Murcia, reconvertit posteriorment a Granada 74, tot i que en la darrera temporada tot just hi apareix en un encontre.
Des del 2009 forma part del planter de l'Oriola CF, de Segona B.